# Xero
 Der er for få eller ingen kildehenvisninger i denne artikel, hvilket er et problem. Du kan hjælpe ved at angive troværdige kilder til de påstande, som fremføres i artiklen.

Xero er et tidligere nu-metalband fra 1996. Bandet bestod af Mike Shinoda, Mark Wakefield, Rob Bourdon, Joe Hahn, Brad Delson og Dave Farrell.
Det oprindelige navn var SuperXero, men blev senere skiftet til Xero. Grundet manglede succes forlod Mark Wakefield bandet til fordel for nye projekter. Senere hen optog bandet sangeren Chester Bennington, og bandet skiftede navn til Hybrid Theory, hvilket de igen skiftede til det nuværende Linkin Park.
Mark Wakefield hjalp Linkin Park med deres udgivelse af Hybrid Theory.

## Numre pådemoudgivelsen
1. Rhinestone – 3:38
2. Reading My Eyes – 2:56
3. Fuse – 3:16
4. Stick N' Move – 2:44